# 1941. Крылья над Берлином
«1941. Кры́лья над Берли́ном» — российский военный фильм Константина Буслова. Кинокартина вышла на широкий экран 28 апреля 2022 года. Телевизионная премьера фильма состоялась 9 мая 2023 года на Первом канале.

## Сюжет
Фильм рассказывает историю подготовки первой бомбардировки Берлина советской авиацией в августе 1941 года.
Сложность задания состояла не только в мощной противовоздушной обороне немецких территорий, но и в дальности полета. Ударной группе из самолётов ДБ-3 было необходимо преодолеть почти 1800 километров без дозаправки. Маршрут проходил по линии: остров Эзель (Сааремаа) — Свинемюнде — Штеттин — Берлин на расстояние 1765 км, из них над морем 1400 км. Продолжительность полета составила 7 часов. Основной защитой от средств ПВО противника могла стать лишь высота полета, но это была не просто большая высота, а предельная — 7 тысяч метров. Температура за бортом достигала минус 35-40 градусов, из-за чего стекла кабин самолётов и очки шлемофонов обмерзали. Кроме того, летчикам пришлось в такой обстановке всё время работать в кислородных масках.
Вечером 7 августа на боевое задание вылетело 15 самолётов 1-го минно-торпедного авиаполка Балтийского флота. Пять лучших экипажей во главе с полковником Евгением Преображенским днём ранее уже совершали разведывательный вылет по направлению к столице Рейха. Именно они и бомбили Большой Берлин в полночь. Остальные машины наносили удары по военным объектам в портовом городе Штеттин. «Мое место — Берлин! Задачу выполнили. Возвращаемся на базу!». Эти слова радиста Василия Кротенко прозвучали в прямом эфире рано утром 8 августа 1941 года.
Картина Константина Буслова рассказывает не только о малоизвестном подвиге советских лётчиков, об их самоотверженности, стойкости и отваге, но и о том, что герой на войне — это не супермен, а самый обыкновенный человек, которому случилось жить и выживать в страшное время войны.

## Производство
По словам Константина Буслова, «вся фабула реальных событий в данном историческом факте оставлена неизменённой», были изменены лишь «некоторые факты и подробности с точки зрения хронологической последовательности». Основная часть натурных съемок проходила в Калужской области на территории комплекса «Военфильм», где построили натурную декорацию аэродрома. Планировалось снимать подготовку советских лётчиков к полёту на Берлин непосредственно в Эстонии, однако коррективы в съемки внесла пандемия COVID-19. В качестве альтернативы была выбрана Псковская область, съёмки проходили в том числе в городе Изборске и деревне Сигово.
Леонела Мантурова, для которой участие в фильме стало дебютным, поделилась на пресс-конференции, что для своей роли в течение полугода изучала эстонский язык с преподавателем. 
Консультант фильма, лётчик Олег Улиссов, сыграл в небольшом эпизоде.
Рабочим названием кинокартины во время съёмочного процесса была фраза: «Работу выполнил. Возвращаюсь», однако перед выходом на экраны страны весной 2022 года фильм обрёл свое финальное название «1941. Крылья над Берлином».

### Аутентичность самолётов
В киноленте показаны самолёты Messerschmitt Bf.109 K-4, хотя они начали поставляться в войска в сентябре 1944 года.

## В ролях
| Актёр              | Роль                                           |
| ------------------ | ---------------------------------------------- |
| Сергей Пускепалис  | Семён Жаворонков генерал-лейтенант авиации     |
| Максим Битюков     | Евгений Преображенский полковник               |
| Гела Месхи         | Владимир Коккинаки лётчик-испытатель           |
| Александр Метёлкин | лейтенант Черемис его штурман                  |
| Леонела Мантурова  | Эмма местная учительница                       |
| Сергей Гилёв       | капитан Выдрин                                 |
| Евгений Антропов   | штурман Качанов                                |
| Николай Козак      | Григорий Захарович Оганезов комиссар авиаполка |
| Владимир Тяптушкин | Рыжий опытный стрелок                          |
| Степан Белозеров   | Мурашов стрелок-новичок                        |
| Андрей Харенко     | Хохлов флагманский штурман                     |
| Алексей Овсянников | майор Баранов командир эскадрильи              |
| Евгений Сафронов   | Вересов высокопоставленный офицер НКГБ         |
| Егор Кирячок       | молодой лейтенант                              |
| Наталья Николаева  | Марта роковая блондинка                        |
| Равиль Батыров     | инженер-моторист                               |

## Съёмочная группа
- Режиссёр-постановщик — Константин Буслов.
- Продюсер — Константин Буслов.
- Авторы сценария — Алексей Бородачёв, Анатолий Усов при участии Константина Буслова.
- Автор идеи — Сергей Горбунов.
- Оператор-постановщик — Кирилл Клепалов.
- Художник-постановщик — Сергей Февралёв.
- Художник по костюмам — Сергей Стручев.
- Художник по гриму — Юлия Шишкина.
- Режиссёр монтажа — Маргарита Смирнова.
- Монтажёр — Алексей Жулин.
- Композитор — Сергей Штерн.
- Звукорежиссёры — Анатолий Белозёров, Игорь Гоцманов.
- Исполнительный продюсер — Наталия Поклад.
- Второй режиссёр — Андрей Пешеходько.
- Кастинг — Элина Терняева.
- Ассистенты по актёрам — Марина Борисова, Славина Ковалёва.
- Второй оператор — Михаил Малюга.
- Камермен — Тимофей Хвостов.
- Фокус-пуллеры — Александр Дремин, Ярослав Косовов.
- Механик операторского крана Фокси — Юрий Гордов.
- Стедикам — Максим Сокол, Дмитрий Петренко.
- Оператор квадрокоптера — Никита Балмин.
- Операторский кран — Роман Гусев.
- Гаффер — Михаил Фадеев.
- Монтаж на площадке — Алена Кузнецова.
- Первичная звука на площадке — Александр Валенцов.
- Художники-декораторы — Роман Антипин, Татьяна Кораблева.
- Ассистенты художника по реквизиту — Алексей Николаев, Константин Егоров.
- Пиротехники — Игорь Титов, Владимир Поникаровский.
- Постановка трюковых сцен — Максим Яковлев.
- Фотографы — Светлана Маликова, Дарья Хваткова, Дмитрий Мелихов.
- Директора на площадке — Завен Мартиросян, Андрей Григоренко.
- Заместитель директора на площадке — Эрлан Кырбашов.
- Локейшн менедежеры — Александр Воронов, Сергей Рамзаев, Марина Маркова и Михаил Бондарь.
- Музыкальный редактор — Александр Бакхаус.
- Исторические консультанты — Олег Улиссов, Валерий Кузьмичев, Михаил Кужим и Владимир Савичев.

## Отзывы критиков
Пожалуй, единственное, к чему можно придраться в «Крыльях над Берлином» — это почти полное отсутствие войны в кадре. Лётчики авиаполка живут в каком-то особом мире — до них иногда долетают бомбы с вражеских самолётов, но о том, что происходит вокруг, они почти не говорят, да и вообще не чувствуется, что боевые действия идут почти два месяца и уже началась битва за Таллин, которая и определит возможность взлётов-посадок с Сааремаа. Конечно, у них своя задача и своя проблема — например, как долететь до Берлина и всё-таки отомстить Германии.
 — Аргументы и факты